# Rolls-Royce RB.3011
Le Rolls-Royce RB.3011, initialement désigné RB.2011, est un prototype de soufflante non-carénée actuellement(2017) en cours de développement par Rolls-Royce Holdings plc. Cette conception est également désignée « open rotor engine ».

## Conception et développement
Le RB.3011 est conçu pour les avions de ligne d'une capacité allant de 180 à 300 passagers, comme par exemple les Airbus A320 et Boeing 737. Rolls-Royce a acheté la compagnie américaine Allison en 1995, et a étudié le propfan expérimental Pratt & Whitney/Allison 578-DX construit pendant les années 1980.
Le moteur a été testé à l’Aircraft Research Association à Bedford, dans le Bedfordshire. Les tests en soufflerie ont été effectués dans les locaux de DNW à Marknesse, aux Pays-Bas. Il devrait réduire la consommation en carburant de près de 30 %. Sa certification est prévue pour 2017-2018, avec une entrée sur le marché du transport commercial située vers 2020.

## Caractéristiques principales
Le moteur est doté de deux hélices contrarotatives (fans) sur le côté extérieur de la nacelle, une à l'avant (tractrice) et une à l'arrière (propulsive). La conception de ces deux soufflantes fait partie intégrante de la vision à long terme « 15-50 » de Rolls-Royce, qui examine plusieurs architectures différentes pour pouvoir s'implanter dans le marché des avions à 150 places. Parmi les nombreux concepts présents dans ce groupe – nommé en raison de consommations spécifiques de carburant diminuées de 15 à 50 % par rapport aux moteurs de technologie actuelle –, il existe plusieurs variantes, basées sur la technologie disponible et sa maturité technique.
Le concept de soufflante non-carénée est connu pour posséder un niveau sonore élevé, comparé aux turbofans classiques, dont le bruit est en grande partie absorbé par les carénages entourant le moteur. Sur le RB.3011, a soufflante avant est d'un diamètre plus important que celle située à l'arrière du moteur, afin d'éviter les problèmes liés aux tourbillons de turbulences créés par les extrémités des pales de la soufflante avant. Les soufflantes sont entraînées par un arbre de transmission interne au moteur via une boîte à engrenages épicycloïdaux, qui produit par ailleurs une importante quantité de chaleur.